# A montmartre-i ibolya (operett)
A montmartre-i ibolya  Kálmán Imre operettje, háromfelvonásos mű.

## Szereplők
| Szereplő           | Hangfekvés | Ősbemutató, 1930. március 21-én (Vezényel: Josef Holzer) |
| ------------------ | ---------- | -------------------------------------------------------- |
| Ninon              | szoprán    | Adele Kern                                               |
| Pipo de Frascati   | bariton    | Richard Waldemar                                         |
| Raoul Delacroix    | tenor      | Ernst Tautenhayn                                         |
| Henri Murger       | tenor      | Walter Jankuhn                                           |
| Florimond Hervé    | tenor      | Robert Nästelberger                                      |
| Violetta Cavallini | szoprán    | Anny Ahlers                                              |

## Hangszerelés
- Fafúvós: 2 fuvola (mindkettő pikoló), 2 oboa, 2 klarinét, 2 fagott
- Rézfúvós: 3 kürt, 2 trombita, 3 harsona,
- Üstdob, ütőhangszerek, hárfa, cseleszta, zongora,
- Vonós hangszerek

## Operettslágerek
- Ma Önről álmodtam
- Carambolina
- Ich sing mein Lied

## Bemutatók
- 1987: Budai Parkszínpad[2]
- 2005: Soproni Petőfi Színház[3]
- 2008: Kecskeméti Katona József Nemzeti Színház[4]
- 2013: Veszprémi Petőfi Színház[5]
- 2018: Pécsi Nemzeti Színház[6]
- 2021: Gárdonyi Géza Színház[7]
- 2023: Lipcsei Operaház[8]

## Megfilmesítés
- 1988: A Montmartre-i ibolya – rendező: Maár Gyula, színészek / énekesek: Kocsis Judit / Kárpáti Magda (Violetta), Kováts Adél / Zempléni Mária (Ninon), Lippai László / Laczó András (Raoul), Hirtling istván / Gerdesits Ferenc (Florimond), Laklóth Aladár / Korcsmáros Péter  (Henri)[9]

## Fordítás
- Ez a szócikk részben vagy egészben  a   Das Veilchen vom Montmartre című német Wikipédia-szócikk fordításán alapul.  Az eredeti cikk szerkesztőit annak laptörténete sorolja fel. Ez a jelzés csupán a megfogalmazás eredetét és a szerzői jogokat jelzi, nem szolgál a cikkben szereplő információk forrásmegjelöléseként.